# Paullinia hispida
Paullinia hispida är en kinesträdsväxtart som beskrevs av Nikolaus Joseph von Jacquin. Paullinia hispida ingår i släktet Paullinia och familjen kinesträdsväxter. Inga underarter finns listade i Catalogue of Life.